# Polyura formosana
Polyura formosana är en fjärilsart som beskrevs av Moltrecht 1909. Polyura formosana ingår i släktet Polyura och familjen praktfjärilar. Inga underarter finns listade i Catalogue of Life.